# Cepari (Poiana Lacului), Argeș
Cepari este un sat în comuna Poiana Lacului din județul Argeș, Muntenia, România.